# コヨーテ怒りのダッシュ
コヨーテ怒りのダッシュ (コヨーテいかりのダッシュ、Fast and Furry-ous、1949年9月17日） とは、アメリカ合衆国の映画会社ワーナー・ブラザースの短編アニメシリーズ「メリー・メロディーズ」の作品である。ぶっぎりステージでの邦題は『勝利はいずれに』。
ワイリー・コヨーテとロードランナーのスクリーンデビュー(初公開)作品である。

## 概要
荒野の道をフルスピードで走り回るロードランナー(学名:ハヤイッテ・シンジラレンス)を崖から見るワイリー・コヨーテ(学名:ニククッテ・ガッツキス)は彼を捕食しようとフォークとナイフを振りかざして追いかけるが一向に追いつかない。そこでコヨーテはロードランナーを捕まえようと様々な作戦を立てる。
計画1
　ロードランナーが通りそうな道の近くの岩の影に隠れて待ち伏せし
鉄のゴミ箱の蓋で道を防ぎ、ロードランナーにぶつける作戦。ところがロードランナーは蓋の手前で一時停止し、引き返す。怒ったコヨーテは蓋を地面に叩きつけ、ロードランナーを追いかけようとする。しかし戻ってきたロードランナーが蓋を走る直前のコヨーテに向けたため、コヨーテは蓋に大激突。
計画2
　ロードランナー捕獲のために、コヨーテはオレンジの「高級ブーメラン」を試しに投げてみる。すると後ろから赤いブーメランが回り、一瞬彼の動きを封じる。後ろを向くと、「別の高級ブーメラン」を投げたロードランナー。走り去る彼を追いかけようとするコヨーテ。しかし自分の投げたブーメランが戻って彼の動きを封じてしまう。
計画3
　コヨーテは道に横断歩道を作り、「徐行 学童注意」の標識を置き、ロードランナーを止めるために女子に変装して横断歩道を渡るが、ロードランナーにぶつかってしまう。ロードランナーはコヨーテの方に引き返し、「ロードランナーは字が読めない(ROAD RUNNERS CAN'T READ)」と書かれたプラカードを持って走り去った。
計画4
　コヨーテは走り回るロードランナーを目掛けてロケットランチャーを打ち上げるが別の方向に飛んでしまった。
計画5
　コヨーテは大きな岩を走ってくるロードランナー目掛けて落としてペチャンコにしようとする。しかし、大きな岩はロードランナーではなくコヨーテの方に倒れ、コヨーテがペチャンコになってしまった。
計画6
　コヨーテはペンキを使って偽の道を描き、岩の壁にトンネルの絵を描いた。これでロードランナーは岩に激突する…と思いきやロードランナーはトンネルの絵の中を通ってしまった！コヨーテが行こうとすると何故か彼は通り抜けることができず岩に激突。フラフラなところを引き返してきたロードランナーに激突し、伸びてしまった。
計画7
　道にTNT爆弾を仕掛けてロードランナーを待ち伏せするコヨーテ。ロードランナーが通る時に起爆スイッチを押すのだが何故か起爆スイッチが爆発し、コヨーテは黒コゲに。
計画8
　アクメ・コーポレーション製の「アクメ印スーパーコスチューム」を見にまとったコヨーテは崖から飛ぼうとするが、威力は全くなく、コヨーテは垂直落下してしまう。
計画9
　コヨーテは冷蔵庫、電気モーター、ひき肉機で、氷を砕いて雪を降らすマシンを作る。マシンを稼働してロードランナーの方へスキーで崖を下るがロードランナーを通り越し、崖に転落。マシンは倒れたコヨーテの頭に雪を降らし、コヨーテは「メリー・クリスマス(Merry Xmas)」と書かれたプラカードを掲げるのであった。
計画10
　「俊足 ジェットプロペラテニスシューズ(Fleet Foot's jet-propelled tennis shoes)」を履いて速く走れるようになったコヨーテ。あと一歩のところでロードランナーを追い詰めるがシューズの電池が切れてしまった。止まった先に近道と書かれた標識が。コヨーテはそれを頼りに近道して先回りをする。
計画11
　近道を使って先回りしたコヨーテは斧を構えてロードランナーを待ち伏せする。ところが来たのはロードランナーではなく、青いバス。コヨーテは轢かれてしまった。
ボロボロになったコヨーテが起き上がるとバスの後ろの窓にロードランナーが。白字で「THE END(終わり)」と書かれた緑のロールスクリーンを下ろして、物語は終わる。

## 声優
| キャラクター       | 原語版             | 現行吹き替え版 |
| ------------------ | ------------------ | -------------- |
| ロード・ランナー   | ポール・ジュリアン | 原語流用       |
| ワイリー・コヨーテ | メル・ブランク     | 同上           |
| ナレーター         | -                  | 梅津秀行       |

## 音楽
序盤でロードランナーが走るシーンにベドルジハ・スタメナのオペラ『売られた花嫁』の曲、『道化師の踊り』という曲が使われている。